# Abisara sobrina
Abisara sobrina är en fjärilsart som beskrevs av Clayton Dissinger Mell 1923. Abisara sobrina ingår i släktet Abisara och familjen Riodinidae. Inga underarter finns listade i Catalogue of Life.